# USS Saratoga (CV-3)
USS Saratoga (CV-3) bio je drugi američki nosač zrakoplova u sastavu Američke ratne mornarice i peti brod u sastavu američke ratne mornarice koji nosi ime Saratoga. Služio je od 1927. do 1946. godine. Drugi je brod u klasi Lexington. Sestrinski brod mu je USS Lexington (CV-2). Brod je 25. srpnja 1946.  potopljen u svrhu testiranja atomske bombe.

### Zajednički poslužitelj
|  | Zajednički poslužitelj ima stranicu o temi USS Saratoga (CV-3)    |
|  | Zajednički poslužitelj ima još gradiva o temi USS Saratoga (CV-3) |